# Info-DIREKT
Info-DIREKT – Das Magazin für Patrioten ist eine rechtsextreme österreichische Zeitschrift, die sich mit politischen und kulturellen Themen beschäftigt.

## Geschichte
Das Magazin wurde 2015 gegründet und ist bei der Österreichischen Landsmannschaft in Linz angesiedelt. Seit 2017 wird das Magazin von der Info-DIREKT VerlagsGmbH herausgebracht. Laut Kontrast.at wurde die Zeitschrift unter anderem über ganzseitige Inserate des FPÖ-Politikers Harald Vilimsky mittels Steuergelder finanziert.

## Verortung
Der österreichische Verfassungsschutzbericht 2023 beurteilte Info-DIREKT im Kapitel Rechtsextremismus als „alternatives Medium“ der Neuen Rechten, das „gezielt zur Verbreitung von rechtsextremistischen Narrativen und Propaganda“ beiträgt, „die nicht nach journalistischen Kriterien überprüft wird.“ „Personelle Überschneidungen zum Personenkreis der ‘Neuen Rechten’, allen voran der IBÖ“, seien erkennbar. In sozialwissenschaftlichen Aufsätzen wird das Magazin als „rechtsextrem“ eingestuft.

## Erscheinungsweise
Info-DIREKT erscheint als Printmedium sechsmal im Jahr. Zusätzlich gibt es ein Online-Auftritt sowie ein Podcast. 

## Wirkungskreis
Laut dem Nachrichtenmagazin Profil zählte Info-DIREKT im Jahr 2018 zu den TOP-10 der österreichischen „Meinungsmacher“ (10. Platz) auf der Social-Media-Plattform Facebook. Das Ranking wurde basierend auf der Anzahl von Shares berechnet. Die Facebook-Seite von Info-DIREKT wurde von Facebook ohne Angabe von Gründen gelöscht. Laut dem Digital News Report 2025 wird der Online-Auftritt wöchentlich von 2,8 % der österreichischen Online-Nutzerinnen und -Nutzer genutzt – davon 1,1 % an drei oder mehr Tagen und 1,7 % an weniger als drei Tagen.
2016 war Info-DIREKT Aussteller und 2018 Veranstalter des rechtsextremen Kongresses Verteidiger Europas.

## Redaktion und Autoren
Chefredakteur des Magazins ist Michael Scharfmüller, der auch alleiniger Eigentümer ist. Er war bis 2007 führender Aktivist im neonazistischen Bund freier Jugend.
Autoren der gedruckten Zeitschrift und des Online-Auftritts waren bisher u. a.:
- Benedikt Kaiser
- Erik Lehnert
- Konrad Windisch
- Gerwin Lovrecki
- Alexander Markovics
- Martin Sellner
- Joachim S. Bauer
- Herbert Fritz
- Götz Kubitschek
- Gerald Grosz
- Reinhard Olt
- Philip Stein

Politiker verschiedener Parteien, häufig von FPÖ und AfD, agieren regelmäßig als Autoren oder Interviewpartner.